# Careproctus profundicola
Careproctus profundicola és una espècie de peix pertanyent a la família dels lipàrids.

## Descripció
- Fa 14,1 cm de llargària màxima.[5]

## Hàbitat
És un peix marí i batidemersal que viu entre 1.820 i 2.000 m de fondària.

## Distribució geogràfica
Es troba a l'oceà Antàrtic.

## Observacions
És inofensiu per als humans.